# Сегашно време
Сегашното време е глаголно време, изразяващо действие или състояние, което е налице в момента на говоренето (т.е. сегашния момент). Няма значение кога в миналото е започнало, нито кога в бъдещето ще завърши, важното е да бъде непрекъснато и продължаващо в сегашния момент.
Сегашното време изразява също общи истини (валидни винаги); обичайно повтарящи се действия или състояния около момента на говорене, дори да не са налични точно в момента на говорене. В определени случаи то може да се употребява вместо минало и бъдеще време.

## Образуване
В българския език има три глаголни спрежения. Те се различават по завършека на глаголната основа, който личи най-ясно в 3 л. ед.ч. сег.вр.: тогава глаголът няма окончание, така че тази форма съвпада с глаголната основа.
- Ако глаголната основа завършва на -е,
то глаголът е от първо спрежение.
- Ако глаголната основа завършва на -и,
то глаголът е от второ спрежение.
- Ако глаголната основа завършва на -а или -я,
то глаголът е от трето спрежение.

Формите на глагол в сегашно време се получават, като се добавят към основата следните окончания за лице и число:
|      | ед.ч.    | мн.ч.      |
| ---- | -------- | ---------- |
| 1 л. | -а/-я/-м | -м/-ме     |
| 2 л. | -ш       | -те        |
| 3 л. | –        | -ат/-ят/-т |

Бележки по таблицата:
- Глаголите от III спрежение завършват в 1 л. ед.ч. на -м, а в 1 л. мн.ч. – на -ме.
Пример: аз отварям – ние отваряме.
- Глаголите от I и II спрежение завършват в 1 л. ед.ч. на -а/-я, а в 1 л. мн.ч. – на -м.
Примери:
аз чета – ние четем;
аз броя – ние броим.
В западните български говори е широко прието окончанието -ме за всички спрежения в 1 л. мн.ч. (четеме, летиме). Тези форми не се приемат в българския книжовен език (допускат се само в поезията поради метрически съображения).[1]
- Глаголите от II спрежение завършват в 1 л. ед.ч. на -я, независимо дали пред основната гласна стои съгласна, или друга гласна.
Примери:
той лети – аз летя;
той брои – аз броя;
той таи – аз тая.
Единственото изключение е случаят, когато пред основната гласна стои шушкав звук (ж, ш, ч или дж): тези звукове са винаги твърди в българския книжовен език, затова окончанието в 1 л. ед.ч. е -а.
Примери:
той лежи – аз лежа;
той греши – аз греша;
той мълчи – аз мълча.
- Глаголите от I спрежение завършват в 1 л. ед.ч. на –a, когато пред основната гласна стои съгласна; в противен случай окончанието е -я (добавянето на звука [й] към окончанието се нарича йотация).
Примери: чета, сека; но играя, милея.
Обаче глаголите от III разред на I спрежение завършват на мека съгласна + я.
Примери: капя, къпя, сипя.
- Глаголите от III спрежение имат окончание -т в 3 л. мн.ч.
- Глаголите от I и II спрежение имат окончание -ат или -ят в 3 л. мн.ч. Предпоследната буква (а или я) е същата като окончанието за 1 л. ед.ч.
- При глаголите от I и II спрежение основната гласна изпада в 1 л. ед.ч. и в 3 л. мн.ч.
Пример: той чете – те четат, не: те четеат.
Това явление може да създаде впечатлението, че основната гласна е част от окончанието, което не е така.[1]

С формообразуването на глаголите в сегашно време са свързани някои исторически звукови закони. Много отдавна не е било възможно изговарянето на к, г (и х) пред е и и. В тези позиции при глаголите от I спрежение в сегашно време:
- к преминава в ч;
- г преминава в ж.

Примери: сека – сече; мога – можеш.
При спрягане на глагол в сегашно време ударението не се мести.
Последната сричка на глагол от III спрежение не може да е ударена.
Описаните закономерности се илюстрират от следните примери:
|            | I спрежение | I спрежение | I спрежение | I спрежение |
| ---------- | ----------- | ----------- | ----------- | ----------- |
| 1 л. ед.ч. | чета̀        | пека̀        | мо̀га        | игра̀я       |
| 2 л. ед.ч. | четѐш       | печѐш       | мо̀жеш       | игра̀еш      |
| 3 л. ед.ч. | четѐ        | печѐ        | мо̀же        | игра̀е       |
| 1 л. мн.ч. | четѐм       | печѐм       | мо̀жем       | игра̀ем      |
| 2 л. мн.ч. | четѐте      | печѐте      | мо̀жете      | игра̀ете     |
| 3 л. мн.ч. | чета̀т       | пека̀т       | мо̀гат       | игра̀ят      |

|            | II спрежение | II спрежение | II спрежение | II спрежение | II спрежение | II спрежение | II спрежение |
| ---------- | ------------ | ------------ | ------------ | ------------ | ------------ | ------------ | ------------ |
| 1 л. ед.ч. | летя̀         | тая̀          | кроя̀         | устро̀я       | лежа̀         | греша̀        | търча̀        |
| 2 л. ед.ч. | летѝш        | таѝш         | кроѝш        | устро̀иш      | лежѝш        | грешѝш       | търчѝш       |
| 3 л. ед.ч. | летѝ         | таѝ          | кроѝ         | устро̀и       | лежѝ         | грешѝ        | търчѝ        |
| 1 л. мн.ч. | летѝм        | таѝм         | кроѝм        | устро̀им      | лежѝм        | грешѝм       | търчѝм       |
| 2 л. мн.ч. | летѝте       | таѝте        | кроѝте       | устро̀ите     | лежѝте       | грешѝте      | търчѝте      |
| 3 л. мн.ч. | летя̀т        | тая̀т         | кроя̀т        | устро̀ят      | лежа̀т        | греша̀т       | търча̀т       |

|            | III спрежение | III спрежение |
| ---------- | ------------- | ------------- |
| 1 л. ед.ч. | глѐдам        | отва̀рям       |
| 2 л. ед.ч. | глѐдаш        | отва̀ряш       |
| 3 л. ед.ч. | глѐда         | отва̀ря        |
| 1 л. мн.ч. | глѐдаме       | отва̀ряме      |
| 2 л. мн.ч. | глѐдате       | отва̀ряте      |
| 3 л. мн.ч. | глѐдат        | отва̀рят       |

Окончанията -а(т) и -я(т) за 1 л. ед.ч. и за 3 л. мн.ч. на глаголите от I и II спрежение се изговарят съответно като [ъ(т)], [йъ(т)] и [ ' ъ(т)]. Поради редукцията на неударените гласни явлението е ясно забележимо само под ударение.
Примери:
а̀з чета̀ [а̀с четъ̀] – тѐ чета̀т [тѐ четъ̀т];
а̀з кроя̀ [а̀с кройъ̀] – тѐ кроя̀т [тѐ кройъ̀т].
а̀з летя̀ [а̀с лет'ъ̀] – тѐ летя̀т [тѐ лет'ъ̀т].
Това правило важи само в сегашно време;
то не важи за глаголите в минало време.
Пример:
— сегашно време, 1 л. ед.ч.: а̀з летя̀ [а̀с лет'ъ̀];
— минало свършено време, 3 л. ед.ч.: то̀й летя̀ [то̀й лет'а̀].
Изключения:
1. Глаголът зна̀я е от I спрежение и се спряга като глагола игра̀я:
зна̀я, зна̀еш, зна̀е, зна̀ем, зна̀ете, зна̀ят.
Но той има и дублетна форма за 1 л. ед.ч.: знам с окончание -м, което не е характерно за I спрежение.
2. Глаголът ям е от I спрежение и се спряга така, сякаш основната му форма е яда̀ (обаче няма такава форма):
ям, ядѐш, ядѐ, ядѐм, ядѐте, яда̀т.
3. Глаголът дам е от I спрежение и се спряга така, сякаш основната му форма е дада̀ (обаче няма такава форма):
дам, дадѐш, дадѐ, дадѐм, дадѐте, дада̀т.

## Употреба
Основната употреба на сегашното време е за обозначаване на действия, протичащи във или около момента на говорене. Тук спадат:
- Действия или състояния в самия момент на говорене:
В момента Петър играе футбол.
- Продължителни действия или състояния около момента на говорене:
Все още живея под наем.
- Повтарящи се действия или състояния около момента на говорене, дори да не са налични точно в този момент:
Тези дни кашлям доста. (Говорещият може да не кашля точно в момента на говорене.)
- Постоянни истини, вкл. научни закони:
Небето е синьо.
Младостта е по-хубава от старостта.
Две и две прави четири.
Енергията не се създава и не се унищожава.
На морското равнище водата кипи при 100 градуса по Целзий.
- Пословици и поговорки (могат да се отнесат към постоянните истини):
Дървото се превива, докато е младо.

Сегашното време има и преносна употреба:
- Вместо бъдеще време – за сигурни (например запланувани) събития:
Утре постъпвам в болница.
- Вместо минало или бъдеще време – за създаване на ярка картина (все едно че събитията се разиграват пред очите на събеседниците) може да се употребят няколко последователни глагола в сегашно време в рамките на по-голям текст, чието основно време е минало или бъдеще:
Разказах за затрудненията си и моят приятел веднага ми предложи помощ.
Ставам, стискам му ръката цели пет минути и горещо му благодаря!
- Вместо минало време – за създаване на цялостен разказ (това е т.нар. сегашно историческо време):
Априлското въстание избухва през 1876 година.
Това глаголно време се използва и в енциклопедиите, вкл. в Уикипедия.
- Вместо минало или бъдеще време – след глагол за умствена или сетивна дейност:
Мислех, че не разбираш. Ще мисля, че не разбираш.
Еднакво правилни са изреченията
Видях го, че идва. и Видях го, че идваше.
В тези случаи езиковата практика дава предпочитание на изразите със сегашно време.[1]

Сегашното време на глаголите от несвършен вид (например чета) може да се употребява самостоятелно:
Чета интересна книга.
Сегашното време на глаголите от свършен вид (например прочета) не може да се употребява самостоятелно, а само в подчинени изречения:
Искам да прочета тази книга.
Какво ще науча, ако прочета тази книга?

Тези изрази се отнасят за бъдещето, въпреки че са в сегашно време. Подобна промяна в смисъла настъпва и с глаголите от несвършен вид:
Искам да чета интересни книги.
Тук действието четене е бъдещо въпреки сегашното време на глагола.